# Lasioglossum opisthochlorum
Lasioglossum opisthochlorum är en biart som först beskrevs av Cockerell 1919.  Lasioglossum opisthochlorum ingår i släktet smalbin, och familjen vägbin. Inga underarter finns listade i Catalogue of Life.